# Jonathan Joseph
Joseph (Derby, 21 de mayo de 1991) es un jugador inglés  que se desempeña como Ala que juega para el club Bath Rugby de la Aviva Premiership.

## Carrera
Joseph desempeñó sus primeros pasos en el rugby de la mano de la cantera del Derby RFC, pero debido a su nivel, ficha por el los London Irish donde tiene la oportunidad de debutar como profesional en la copa anglo-galesa ante Cardiff Blues, el 15 de noviembre de 2009.
Su explosión no llegaría hasta 3 temporadas más tarde donde fue nominado como uno de los mejores jugadores de la liga para el premio Land Rover Discovery of the Season en 2012. En la temporada 2012-13 hizo las maletas para fichar por unos de los gallos de la competición Bath Rugby.

## Selección nacional
Joseph progresó en las categorías de Inglaterra, apareciendo para Inglaterra Sub-20 en el Campeonato Mundial Juvenil 2011 y jugando desde el banquillo en la final contra Nueva Zelanda junto a sus futuros compañeros de equipo en Inglaterra George Ford , Owen Farrell , Joe Launchbury y Christian Wade, entre otros.
Joseph fue uno de los trece jugadores no seleccionados seleccionados por el entrenador en jefe de Inglaterra Stuart Lancaster para la gira de mitad de año 2012 de Sudáfrica . Hizo su debut en la primera prueba en Durban, antes de que la lesión de Brad Barritt le permitiera comenzar las siguientes dos pruebas en el exterior del centro junto a Manu Tuilagi . Fue excluido de las Seis Naciones 2013 por lesión, pero fue nombrado para comenzar ambos partidos de prueba en la gira posterior a Argentina.
Joseph comenzó para Inglaterra en el torneo Seis Naciones 2015 como resultado de lesiones a Barritt y Tuilagi. Marcó 3 ensayos en los primeros dos partidos, contra Gales y luego contra Italia y fue nombrado hombre del partido en el último. 
El 14 de mayo de 2015, se anunció que Joseph había ganado la Asociación de Jugadores de Rugby 'Jugador del Jugador del Año' y 'Jugador del Año de Inglaterra' por sus destacadas actuaciones tanto para el club como para el país durante la temporada 2014/15.
Joseph fue el máximo anotador de tries del año entre todos los jugadores de Inglaterra, anotando 8 tries en 2016. Esto incluyó un triplete contra Italia contribuyendo a la consecucióndel  Torneo de las Seis Naciones 2016 completando además el Grand Slam.
En 2017 mantuvieron la racha de victorias que les hizo llevar hasta el récord de los All Black con 18 consecutivas, dando lugar a la consecución del Torneo de las Seis Naciones 2017, pero en la última jornada perdieron ante Irlanda perdiendo la posibilidad de alzarse con el Gran Slam
Fue seleccionado por Eddie Jones para formar parte del XV de la rosa en la Copa Mundial de Rugby de 2019 en Japón donde lograron vencer en semifinales, en el que fue el mejor partido del torneo, a los All Blacks que defendían el título de campeón, por el marcador de 19-7. Sin embargo, no pudieron vencer en la final a Sudáfrica perdiendo por el marcador de 32-12.

#### Participaciones en Copas del Mundo
| Mundial                       | Sede       | Resultado    | PJ | Tries |
| ----------------------------- | ---------- | ------------ | -- | ----- |
| Copa Mundial de Rugby de 2015 | Inglaterra | Primera fase | 5  | 1     |
| Copa Mundial de Rugby de 2019 | Japón      | Subcampeón   | 3  | 0     |

## Palmarés y distinciones notables
- Campeón Seis Naciones 2016 con Gran Slam (Inglaterra)
- Campeón Seis Naciones 2017 (Inglaterra)
- Seleccionado por los British and Irish Lions para la gira de 2017 en Nueva Zelanda[5]